# Vladimír Ankrt
Vladimír Ankrt (Praga, 7 febbraio 1902 – 1940) è stato un pallanuotista cecoslovacco.
È stato un membro della Cecoslovacchia che ha partecipato ai Giochi di Parigi 1924.
Nel 1928 emigrò in Brasile, dove morì a causa di una grave malattia.